# Garreta lugens
Garreta lugens là một loài bọ cánh cứng trong họ Bọ hung (Scarabaeidae).